# Język salawati
Język salawati, także: maden, palamul, saparan (a. sapran) – język austronezyjski używany w prowincji Papua Zachodnia w Indonezji, na wyspie Salawati w grupie wysp Raja Ampat. Według danych z 2019–2023 posługuje się nim mniej niż 3400 osób.
Pojęcie to obejmuje odmiany: tepin (tipin), wail (wailil), fiat (fiawat), rajau, butlih (butles, butleh), kawit, używane przez mieszkańców wnętrza wyspy i terenów nadbrzeżnych. Nie istnieje rodzime określenie na ten język (odnoszące się do wszystkich dialektów). W wyd. 27 Ethnologue wykorzystywana jest nazwa „salawati”. O ile wśród samych użytkowników odmiany te uchodzą za jeden język, to część literatury sugeruje, że chodzi o dwa języki.
Spotykana w literaturze nazwa „maden” nie jest znana użytkownikom. Nazwa „salawati” określa także miejscowy dialekt blisko spokrewnionego języka ma’ya. „Sapran” to nazwa lokalnej rzeki i jednej z wsi.
Jest zagrożony wymarciem (odnotowano spadek jego użycia), do czego przyczynia się obecność innych języków (ma’ya, biak, seget, w najnowszych czasach również jawajskiego). Zaobserwowano, że we wsiach Sakabu, Kalobo i Mucu posługują się nim przede wszystkim osoby urodzone przed 1990 rokiem.